# Santa Eulalia (kommunhuvudort)
Santa Eulalia är en kommunhuvudort i Spanien.   Den ligger i provinsen Provincia de Teruel och regionen Aragonien, i den centrala delen av landet, 200 km öster om huvudstaden Madrid. Santa Eulalia ligger 989 meter över havet och antalet invånare är 1 158.
Terrängen runt Santa Eulalia är kuperad västerut, men österut är den platt. Runt Santa Eulalia är det glesbefolkat, med 13 invånare per kvadratkilometer. Närmaste större samhälle är Cella, 12,9 km söder om Santa Eulalia. Trakten runt Santa Eulalia består till största delen av jordbruksmark.